# Đau ngực
Đau ngực (tiếng Anh: chest pain) là cảm giác đau xuất hiện ở vùng ngực, đặc biệt là vùng ngực trước. Đây là một trong số những lý do nhập viện hàng đầu ghi nhận được tại đơn vị hồi sức cấp cứu thuộc các cơ sở y tế ở hầu hết các quốc gia, theo đó, trong một thống kê năm 2018 ở Hoa Kỳ, tình trạng này đứng ở vị trí 03.
Đau ngực có thể do căn nguyên lành tính hoặc yếu tố bệnh lý. Theo hướng dẫn (năm 2021) do Viện Tim mạch Hoa Kỳ (American Cardiology College) và Hiệp hội Tim mạch Hoa Kỳ (American Heart Association) ban hành, đau ngực do bệnh lý có thể phân thành ba nhóm: đau ngực do tim (Cardiac chest pain), đau ngực có thể do tim (Possible cardiac chest pain) và đau ngực không do tim (noncardiac chest pain) thay thế cho thuật ngữ đau ngực không điển hình (Atypical chest pain) trước đây. Đau ngực có thể do nhiều bệnh lý khác nhau, trong đó khi thăm khám cần phải ưu tiên xem xét để loại trừ ba tình trạng cần can thiệp cấp cứu khẩn cấp: hội chứng mạch vành cấp tính (Acute Coronary Syndrome), bóc tách động mạch chủ (Aortic dissection) và thuyên tắc phổi (Pulmonary embolism).

## Lâm sàng
Để có thể chẩn đoán được nguyên nhân từ đó có những can thiệp điều trị kịp thời và tiên lượng tình trạng bệnh, nhân viên y tế sẽ thực hiện các phương pháp sau: khai thác bệnh sử (medical history), thăm khám lâm sàng (clinical exam) và thực hiện các phương pháp cận lâm sàng (subclinical tests).

### Khai thác bệnh sử
Khai thác bệnh sử tình trạng đau ngực nên tuân thủ theo phương pháp SOCRATES
| Chữ cái | Ý nghĩa                                            | Mô tả |
| ------- | -------------------------------------------------- | --- |
| S       | Vị trí (Site)                                      | Bệnh nhân viêm màng ngoài tim cấp (Acute pericarditis) có thể đau sau xương ức hoặc ngực trái. |
| O       | Khởi phát (Onset)                                  | Bệnh nhân thiếu máu cơ tim cục bộ ổn định (Myocardial Ischaemia) có cơn đau khởi phát sau khi hoạt động gắng sức và giảm khi nghỉ ngơi trong khi bệnh nhân bị thuyên tắc phổi, bóc tách động mạch chủ sẽ có cường độ đau đạt đỉnh ngay từ đầu. |
| C       | Kiểu đau (Characteristics)                         | Một số kiểu đau đặc biệt: Đau ngực kiểu màng phổi (pleuritic pain) là cơn đau xuất hiện khi bệnh nhân hít thở sâu hoặc ho, gợi ý các tình trạng liên quan đến phổi hay màng phổi như thuyên tắc phổi, viêm phổi, viêm màng ngoài tim Đau kiểu siết chặt, đè ép là biểu hiện điển hình của cơn đau thắt ngực do thiếu máu cơ tim. |
| R       | Hướng lan (Radiation)                              | Cần phân biệt đau do lan (radiating pain) với cơn đau quy chiếu (referred pain). Đau do lan là tình trạng cơn đau xuất hiện ban đầu tại vị trí đích sau đó lan rộng ra vị trí khác và có thể khiến bệnh nhân không xác định được nguồn gốc của vị trí ban đầu. Thí dụ: khi bệnh nhân bị nhồi máu cơ tim, cơn đau xuất hiện từ ngực, sau đó có thể lan đến vai và tay trái. Đau quy chiếu (Referred pain) là tình trạng cơn đau ban đầu xuất hiện ở vị trí xa so với vị trí kích thích hình thành cơn đau và nhiều khi không xuất hiện cơn đau ở vị trí kích thích. Thí dụ: ở phần lớn bệnh nhân đau do viêm ruột thừa (Appendicitis), cơn đau không xuất hiện ngay lập tức ở hố chậu phải (tam giác Sherren) mà thay vào đó bệnh nhân sẽ cảm nhận cơn đau nhẹ ở vùng thượng vị hoặc quanh rốn sau đó cơn đau mới di chuyển xuống hố chậu phải với cường độ đau ngày càng tăng dần. Đau sau xương ức lan đến cổ, hàm dưới (hiếm khi lên đến hàm trên), vai hoặc cánh tay là triệu chứng điển hình của cơn đau thắt ngực (Angina pectoris) do thiếu máu cơ tim. Đau dữ dội lan ra sau lưng đặc biệt giữa hai xương bả vai gợi ý tình trạng bóc tách động mạch chủ |
| A       | Triệu chứng kèm theo (Association)                 | Ho ra máu (Haemoptypsis) là triệu chứng đi kèm thường gặp của tình trạng thuyên tắc phổi, khạc đàm bọt hồng (Pink frothy sputum) gặp trong bệnh suy tim nặng. Ngất (Syncope) hay tiền ngất (Presyncope) nghĩ ngay đến tình trạng thuyên tắc phổi, bóc tách động mạch chủ hay rối loạn nhịp tim (Arrhythmia) do nhồi máu cơ tim. |
| T       | Thời gian kéo dài (Timing)                         | Cần khai thác cơn đau liên tục hay từng cơn. Đối với cơn đau từng cơn cần khai thác thời gian mỗi cơn đau và thời gian giữa các cơn đau. |
| E       | Yếu tố tăng giảm (Exarcebating / Relieving factor) | Đau ngực do viêm màng ngoài tim thường nặng hơn khi nằm ngửa và giảm đau khi cúi về phía trước |
| S       | Cường độ đau (Severity)                            | Có thể đánh giá cường độ đau theo thang điểm EVA (Échelle Visuelle Analogique) |